# Neoempheria ornata
Neoempheria ornata är en tvåvingeart som beskrevs av Toyohi Okada 1938. Neoempheria ornata ingår i släktet Neoempheria och familjen svampmyggor. Inga underarter finns listade i Catalogue of Life.